# Juan Esteban Gregorio Martínez de Pinillos
Juan Esteban Gregorio Martínez de Pinillos fue un militar español, nacido  en 1747 en La Rioja y oriundo de la Sierra de Cameros, España,.
El 25 de febrero de 1789 el presidente de la Real Audiencia de Guatemala lo nombró gobernador interino de Costa Rica, por haber muerto el 7 de enero de 1789 el gobernador titular José Perié y Barrios. Tomó posesión en mayo de 1789. Durante su breve administración se preocupó por el estado de la agricultura y se levantó un padrón del pueblo de Barva.
En noviembre de 1790 entregó el poder a José Vázquez y Téllez, nombrado gobernador por Carlos IV el 7 de julio de ese año. Fue residenciado en 1791 por Juan Francisco de Bonilla y Morales.